# Караман (коммуна)
Карама́н (фр. Caraman, окс. Caramanh) — коммуна во Франции, находится в регионе Юг — Пиренеи. Департамент — Верхняя Гаронна. Административный центр кантона Караман. Округ коммуны — Тулуза.
Код INSEE коммуны — 31106.

## География
Коммуна расположена приблизительно в 600 км к югу от Парижа, в 27 км к востоку от Тулузы.
На юге коммуны протекает река Сон.

## Климат
Климат умеренно-океанический. Зима мягкая и снежная, весна характеризуется сильными дождями и грозами, лето сухое и жаркое, осень солнечная. Преобладают сильные юго-восточные и северо-западные ветры.

## Население
Население коммуны на 2010 год составляло 2357 человек.
| 1962 | 1968 | 1975 | 1982 | 1990 | 1999 | 2010 |
| ---- | ---- | ---- | ---- | ---- | ---- | ---- |
| 1528 | 1717 | 1621 | 1642 | 1765 | 1948 | 2357 |

## Администрация
| Период | Период | Фамилия           | Партия                    | Примечания                                               |
| ------ | ------ | ----------------- | ------------------------- | -------------------------------------------------------- |
| 1967   | 1995   | Эжен Буайе        | Социалистическая партия   | сенатор (1988—1989) член генерального совета (1967—1994) |
| 1995   | 2011   | Мари-Дениз Ксерри | Союз за народное движение |                                                          |
| 2011   | 2020   | Жан-Клеман Кассан | Разные правые             |                                                          |

## Экономика
В 2010 году среди 1418 человек трудоспособного возраста (15—64 лет) 1117 были экономически активными, 301 — неактивными (показатель активности — 78,8 %, в 1999 году было 71,8 %). Из 1117 активных жителей работали 1035 человек (526 мужчин и 509 женщин), безработных было 82 (41 мужчина и 41 женщина). Среди 301 неактивных 113 человек были учениками или студентами, 115 — пенсионерами, 73 были неактивными по другим причинам.

## Достопримечательности
- Замок Круазийя[фр.] (XV век). Исторический памятник с 1995 года[4]
- Отель Мальбос (XVII век). Исторический памятник с 1992 года[5]
- Церковь Св. Петра

## Фотогалерея

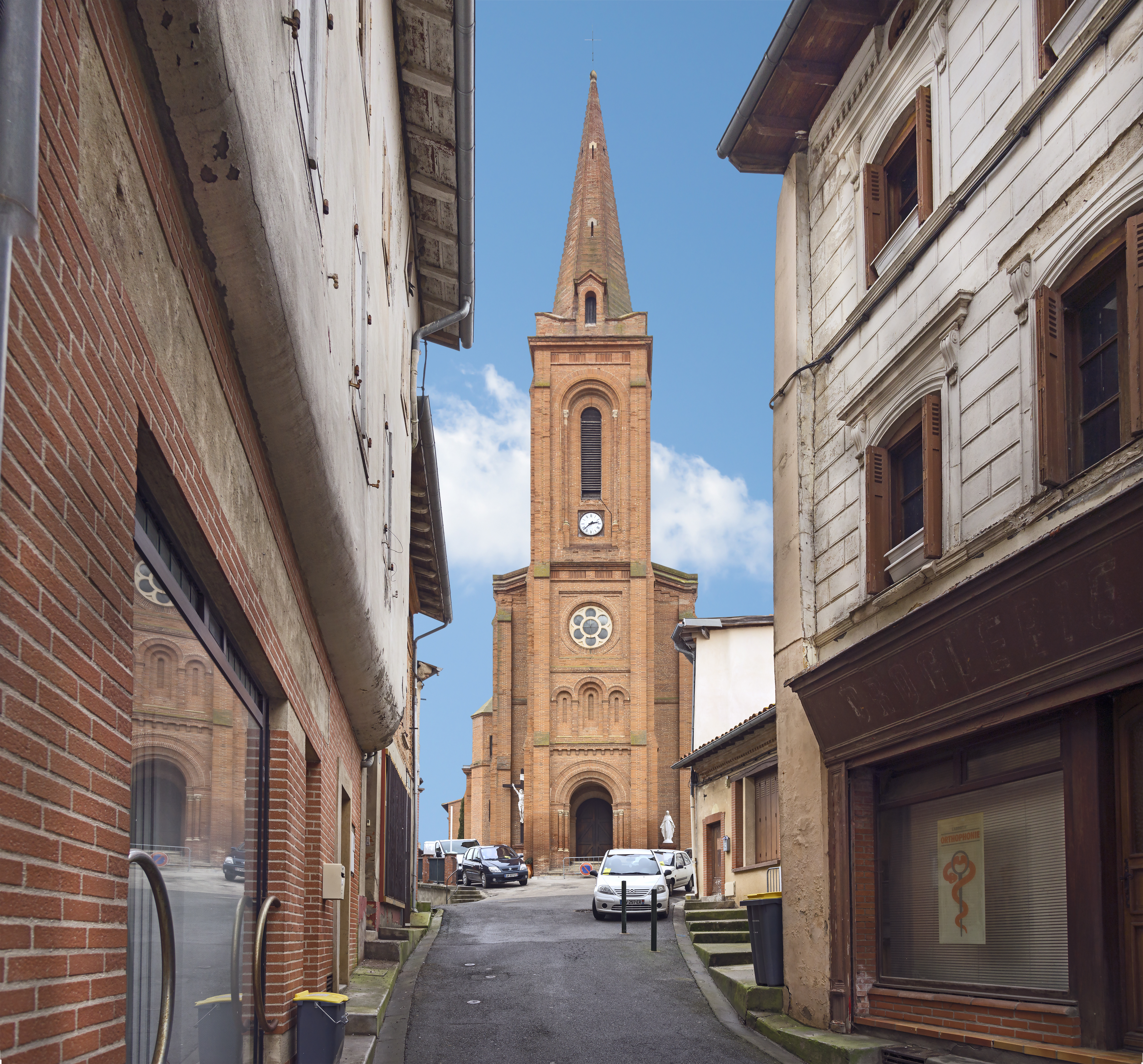
Церковь Св. Петра
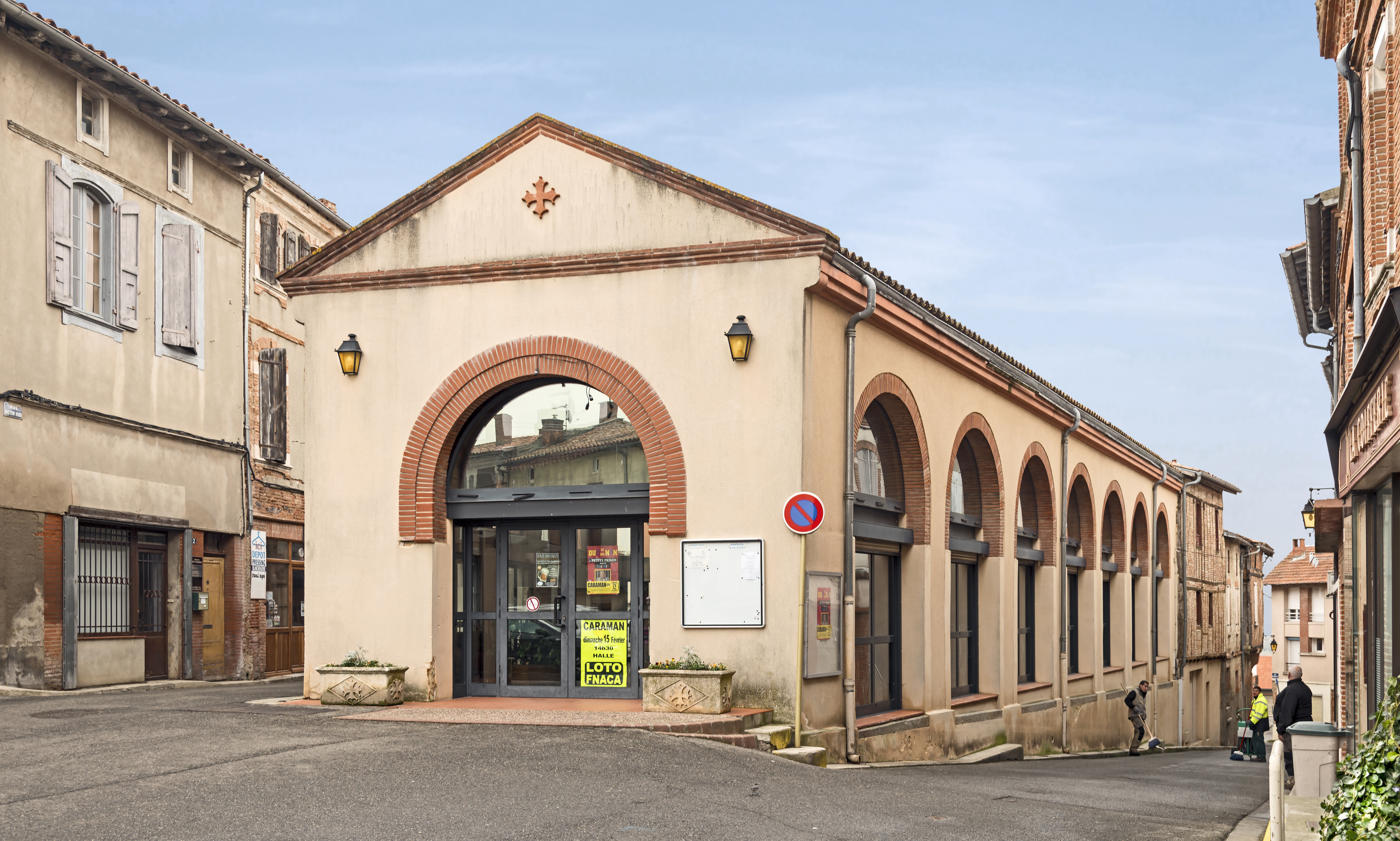
Крытый рынок
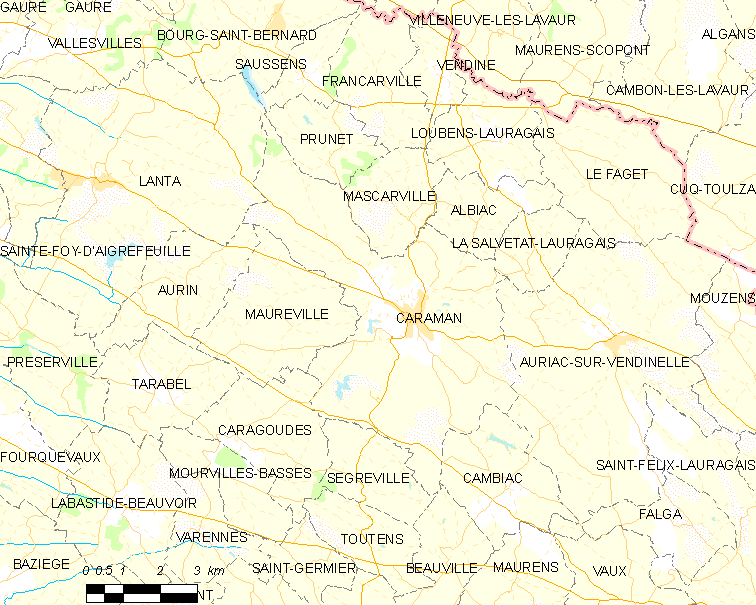
Карта коммуны